# Magnezitovce
Magnezitovce és un poble i municipi d'Eslovàquia que es troba a la regió de Banská Bystrica.

## Història
La primera menció escrita de la vila es remunta al 1427.

## Demografia
| Godina             | 1994 | 2004   | 2014   | 2024   |
| ------------------ | ---- | ------ | ------ | ------ |
| Nombre de persones | 433  | 429    | 470    | 438    |
| Diferència         |      | −0,92% | +9,55% | −6,80% |

| Godina             | 2023 | 2024   |
| ------------------ | ---- | ------ |
| Nombre de persones | 439  | 438    |
| Diferència         |      | −0,22% |